# Дегануи
Дега̀нуи (на английски: Deganwy; на уелски: Degannwy) е град в Северен Уелс, графство Конуи. Разположен е около десния бряг на устието на река Конуи при вливането ѝ в Ирландско море на около 50 km западно от английския град Ливърпул. На 10 km на изток от Дегануи по крайбрежието е уелският град Колуин Бей, а на запад също по крайбрежието на 18 km е уелският град Бангор. Има жп гара и пристанище. Морски курорт. Архитектурна забележителност за града е замъка Дегануи Касъл, построен през 6 век. Населението му е 3700 жители според данни от преброяването през 2001 г.